# Associazione Sportiva Roma 2001-2002
Questa voce raccoglie le informazioni riguardanti l'Associazione Sportiva Roma nelle competizioni ufficiali della stagione 2001-2002.

## Stagione
Trascorsi un paio di mesi dalla vittoria dello Scudetto, la Roma può fregiarsi anche della Supercoppa italiana, conquistata ai danni della Fiorentina. Più complicata è, in avvio, la difesa del titolo nazionale: la squadra rimane all'asciutto di vittorie nei primi 3 turni di campionato, rimediando anche una sconfitta al debutto in Champions League. Il primo successo è ancora contro i viola, cui seguono le affermazioni su Juventus e Lazio. Qualificati per la seconda fase a gironi della coppa, i giallorossi conoscono un rilancio anche per lo scudetto tanto che - dopo una giornata vissuta al vertice il 16 dicembre -, bissano il titolo d'inverno grazie alla vittoria contro il Torino del 6 gennaio.
Il percorso europeo, proseguito con 3 pari consecutivi, sembra giungere a una svolta quando il Barcellona è sconfitto per 3-0. La storica vittoria nel derby del 10 marzo, con Montella autore di 4 dei 5 gol, fa salire l'entusiasmo: nel corso della settimana successiva, però, i k.o. ad opera di Liverpool e Inter comportano il fallimento di entrambi gli obiettivi. Nell'ultimo turno, a causa della sconfitta nerazzurra contro i rivali laziali, la formazione di Capello agguanta il 2º posto ottenendo - per il secondo anno consecutivo - l'accesso diretto alla Champions.

## Divise e sponsor

La squadra in campo con la speciale divisa halved per le gare di UEFA Champions League

Lo sponsor tecnico è Kappa, lo sponsor ufficiale è INA Assitalia.
La prima divisa è costituita da maglia rossa con colletto giallo, pantaloncini bianchi e calzettoni neri. In trasferta i Lupi usano una costituita da maglia bianca, pantaloncini bianchi, calzettoni bianchi, tutti e tre con dettagli rossi. Come terza divisa viene usato un kit blu con dettagli gialli, mentre nella quarta divisa i colori sono invertiti. In UEFA Champions League i giallorossi usano una inedita divisa halved giallorossa — colloquialmente nota come «la maglia del palio di Siena» per via della caratteristica partizione verticale — con colletto, pantaloncini e calzettoni blu. I portieri usano tre divise: oltre a kit uguali alla third e alla fourth, in Champions viene indossata una divisa costituita da maglia verde con dettagli rossi, calzettoni e calzoncini blu.
| Casa        | Casa (Champions) | Trasferta            | Terza divisa | Quarta divisa |
| 1ª portiere | 2ª portiere      | Portiere (Champions) |              |               |

## Rosa

Il giovane neoacquisto Antonio Cassano tra i confermati Marco Delvecchio e Gabriel Batistuta nel precampionato

Di seguito la rosa.
| N. |                      | Ruolo | Calciatore                 |
| -- | -------------------- | ----- | -------------------------- |
| 1  | Italia (bandiera)    | P     | Francesco Antonioli        |
| 2  | Brasile (bandiera)   | D     | Cafu                       |
| 3  | Brasile (bandiera)   | D     | Antônio Carlos Zago        |
| 4  | Argentina (bandiera) | D     | Leandro Damián Cufré       |
| 5  | Brasile (bandiera)   | C     | Francisco Govinho Lima     |
| 6  | Brasile (bandiera)   | D     | Aldair                     |
| 7  | Italia (bandiera)    | C     | Diego Fuser                |
| 8  | Brasile (bandiera)   | C     | Marcos Assunção            |
| 9  | Italia (bandiera)    | A     | Vincenzo Montella          |
| 10 | Italia (bandiera)    | C     | Francesco Totti (capitano) |
| 11 | Brasile (bandiera)   | C     | Emerson                    |
| 13 | Italia (bandiera)    | A     | Daniele Martinetti         |
| 14 | Italia (bandiera)    | D     | Christian Panucci          |
| 15 | Francia (bandiera)   | D     | Jonathan Zebina            |
| 16 | Argentina (bandiera) | A     | Abel Balbo                 |
| 17 | Italia (bandiera)    | C     | Damiano Tommasi            |
| 18 | Italia (bandiera)    | A     | Antonio Cassano            |

| N. |                                | Ruolo | Calciatore          |
| -- | ------------------------------ | ----- | ------------------- |
| 19 | Argentina (bandiera)           | D     | Walter Samuel       |
| 20 | Argentina (bandiera)           | A     | Gabriel Batistuta   |
| 21 | Costa d'Avorio (bandiera)      | D     | Saliou Lassissi     |
| 22 | Argentina (bandiera)           | P     | Sebastián Cejas     |
| 23 | Serbia e Montenegro (bandiera) | C     | Ivan Tomić          |
| 24 | Italia (bandiera)              | A     | Marco Delvecchio    |
| 25 | Uruguay (bandiera)             | C     | Gianni Guigou       |
| 27 | Italia (bandiera)              | C     | Daniele De Rossi    |
| 28 | Argentina (bandiera)           | C     | Gustavo Bartelt     |
| 29 | Italia (bandiera)              | D     | Sebastiano Siviglia |
| 30 | Italia (bandiera)              | D     | Cesare Bovo         |
| 31 | Italia (bandiera)              | C     | Simone Pepe         |
| 32 | Francia (bandiera)             | D     | Vincent Candela     |
| 33 | Italia (bandiera)              | P     | Carlo Zotti         |
| 34 | Italia (bandiera)              | P     | Marco Paoloni       |
| 80 | Italia (bandiera)              | P     | Ivan Pelizzoli      |

## Calciomercato
Di seguito il calciomercato.

### Sessione estiva(dal 1/7 all'31/8)
| Acquisti | Acquisti            | Acquisti       | Acquisti                                   |
| R.       | Nome                | da             | Modalità                                   |
| -------- | ------------------- | -------------- | ------------------------------------------ |
| P        | Ivan Pelizzoli      | Atalanta       | definitivo (27 miliardi £)                 |
| D        | Christian Panucci   | Monaco         | prestito oneroso (3 miliardi £)            |
| D        | Sebastiano Siviglia | Atalanta       | -                                          |
| D        | Saliou Lassissi     | Fiorentina     | definitivo                                 |
| D        | Maurizio Lanzaro    | Verona         | fine prestito                              |
| D        | Marco Quadrini      | Palermo        | fine prestito                              |
| D        | Leandro Cufré       | Gimnasia (LP)  | definitivo                                 |
| D        | Jonathan Zebina     | Cagliari       | riscatto compartecipazione (12 miliardi £) |
| C        | Manuele Blasi       | Perugia        | fine prestito                              |
| C        | Diego Fuser         | Parma          | svincolato                                 |
| C        | Francisco Lima      | Bologna        | svincolato                                 |
| A        | Gustavo Vassallo    | Nizza          | definitivo                                 |
| A        | Antonio Cassano     | Bari           | definitivo (50 miliardi £)                 |
| A        | Gustavo Bartelt     | Rayo Vallecano | fine prestito                              |

| Cessioni | Cessioni             | Cessioni   | Cessioni                          |
| R.       | Nome                 | a          | Modalità                          |
| -------- | -------------------- | ---------- | --------------------------------- |
| P        | Cristiano Lupatelli  | Chievo     | definitivo                        |
| P        | Marco Amelia         | Livorno    | svincolato                        |
| D        | Alessandro Zamperini | Portsmouth | -                                 |
| D        | Maurizio Lanzaro     | Palermo    | prestito                          |
| D        | Alessandro Rinaldi   | Atalanta   | definitivo                        |
| D        | Amedeo Mangone       | Parma      | definitivo                        |
| D        | Marco Quadrini       | Napoli     | compartecipazione                 |
| C        | Cristiano Zanetti    | Inter      | definitivo                        |
| C        | Manuele Blasi        | Perugia    | definitivo                        |
| C        | Hidetoshi Nakata     | Parma      | svincolato                        |
| C        | Gaetano D'Agostino   | Bari       | compartecipazione (10 miliardi £) |
| C        | Daniele De Vezze     | Palermo    | prestito                          |
| C        | Eusebio Di Francesco | Piacenza   | definitivo                        |
| A        | Alessandro Tulli     | Vicenza    | prestito                          |
| A        | Gustavo Vassallo     | Palermo    | prestito                          |

### Sessione invernale(dal 3/1 al 31/1)
| Acquisti | Acquisti | Acquisti | Acquisti |
| R.       | Nome     | da       | Modalità |
| -------- | -------- | -------- | -------- |

| Cessioni | Cessioni           | Cessioni | Cessioni   |
| R.       | Nome               | a        | Modalità   |
| -------- | ------------------ | -------- | ---------- |
| P        | Sebastián Cejas    | Siena    | definitivo |
| A        | Daniele Martinetti | Sora     | -          |
| A        | Simone Pepe        | Lecco    | prestito   |

## Risultati

### Supercoppa italiana
| Arbitro: | Cesari (Genova) |

|                                   |           |  |
| Candela 6’ Montella 53’ Totti 83’ | Marcatori |  |

### Serie A

#### Girone di andata
| Arbitro: | Farina (Novi Ligure) |

|          |           |              |
| Oddo 75’ | Marcatori | 45+1’ Samuel |

| Arbitro: | Racalbuto (Gallarate) |

|             |           |             |
| Tommasi 66’ | Marcatori | 90+1’ Muzzi |

| Arbitro: | Collina (Viareggio) |

|                             |           |  |
| Hübner 39’ Di Francesco 50’ | Marcatori |  |

| Arbitro: | Messina (Bergamo) |

|                              |           |          |
| Totti 12’ (rig.) Panucci 87’ | Marcatori | 7’ Adani |

| Arbitro: | Cesari (Genova) |

|  |           |                              |
|  | Marcatori | 37’ Batistuta 90+3’ Assunção |

| Roma 19 dicembre 2001, ore 15:00 6ª giornata | Roma               | 0 – 0 referto | Brescia | Stadio Olimpico\| Arbitro: \| Tombolini (Ancona) \| |
| Arbitro:                                     | Tombolini (Ancona) |               |         |                                                     |

| Perugia 13 ottobre 2001, ore 15:00 7ª giornata | Perugia               | 0 – 0 referto | Roma | Stadio Renato Curi\| Arbitro: \| Racalbuto (Gallarate) \| |
| Arbitro:                                       | Racalbuto (Gallarate) |               |      |                                                           |

| Arbitro: | Bolognino (Milano) |

|                                                           |           |               |
| Totti 8’, 78’ (rig.) Samuel 38’ Candela 70’ Batistuta 86’ | Marcatori | 64’ Chevantón |

| Arbitro: | Cesari (Genova) |

|                            |           |  |
| Delvecchio 49’ Totti 90+2’ | Marcatori |  |

| Arbitro: | Borriello (Mantova) |

|                 |           |              |
| Doni 75’ (rig.) | Marcatori | 54’ Assunção |

| Roma 17 novembre 2001, ore 20:30 11ª giornata | Roma             | 0 – 0 referto | Inter | Stadio Olimpico\| Arbitro: \| Rosetti (Torino) \| |
| Arbitro:                                      | Rosetti (Torino) |               |       |                                                   |

| Arbitro: | Paparesta (Bari) |

|          |           |                                      |
| Womé 38’ | Marcatori | 3’ Samuel 16’ Batistuta 40’ Assunção |

| Arbitro: | Bolognino (Milano) |

|             |           |  |
| Fuser 90+1’ | Marcatori |  |

| Arbitro: | Collina (Viareggio) |

|             |           |                        |
| Di Vaio 31’ | Marcatori | 49’ Assunção 77’ Fuser |

| Arbitro: | Collina (Viareggio) |

|           |           |  |
| Totti 44’ | Marcatori |  |

| Arbitro: | Cesari (Genova) |

|  |           |                                      |
|  | Marcatori | 26’ Emerson 76’ Samuel 90+2’ Tommasi |

| Arbitro: | Farina (Novi Ligure) |

|           |           |  |
| Totti 24’ | Marcatori |  |

#### Girone di ritorno
| Arbitro: | Braschi (Prato) |

|                                        |           |               |
| Assunção 54’ Cassano 63’ Batistuta 90’ | Marcatori | 44’, 53’ Mutu |

| Arbitro: | Trentalange (Torino) |

|                |           |               |
| Di Michele 48’ | Marcatori | 82’ Batistuta |

| Arbitro: | Braschi (Prato) |

|                            |           |  |
| Assunção 15’ Batistuta 77’ | Marcatori |  |

| Arbitro: | Bolognino (Milano) |

|                        |           |                         |
| Morfeo 16’ Adriano 18’ | Marcatori | 54’ Cassano 75’ Emerson |

| Roma 10 febbraio 2002, ore 20:30 22ª giornata | Roma            | 0 – 0 referto | Juventus | Stadio Olimpico\| Arbitro: \| Cesari (Genova) \| |
| Arbitro:                                      | Cesari (Genova) |               |          |                                                  |

| Brescia 17 febbraio 2002, ore 15:00 23ª giornata | Brescia          | 0 – 0 referto | Roma | Stadio Mario Rigamonti\| Arbitro: \| Bertini (Arezzo) \| |
| Arbitro:                                         | Bertini (Arezzo) |               |      |                                                          |

| Arbitro: | Bolognino (Milano) |

|              |           |  |
| Montella 59’ | Marcatori |  |

| Arbitro: | Treossi (Forlì) |

|              |           |             |
| Vugrinec 74’ | Marcatori | 34’ Candela |

| Arbitro: | Rosetti (Torino) |

|               |           |                                       |
| Stanković 53’ | Marcatori | 13’, 30’, 37’, 64’ Montella 72’ Totti |

| Arbitro: | Paparesta (Bari) |

|                                      |           |          |
| Montella 17’, 68’ Carrera 29’ (aut.) | Marcatori | 84’ Doni |

| Arbitro: | Cesari (Genova) |

|                          |           |           |
| Recoba 2’, 71’ Vieri 43’ | Marcatori | 57’ Totti |

| Arbitro: | Rosetti (Torino) |

|                               |           |          |
| Montella 33’ Emerson 42’, 52’ | Marcatori | 82’ Cruz |

| Arbitro: | Collina (Viareggio) |

|                               |           |                                 |
| Maniero 61’ De Franceschi 80’ | Marcatori | 87’ (rig.), 90’ (rig.) Montella |

| Arbitro: | Paparesta (Bari) |

|                                      |           |              |
| Delvecchio 7’ Cassano 41’ Samuel 46’ | Marcatori | 43’ Lamouchi |

| Milano 21 aprile 2002, ore 15:00 32ª giornata | Milan            | 0 – 0 referto | Roma | Stadio Giuseppe Meazza\| Arbitro: \| Paparesta (Bari) \| |
| Arbitro:                                      | Paparesta (Bari) |               |      |                                                          |

| Arbitro: | Collina (Viareggio) |

|                                                       |           |  |
| Montella 25’, 34’, 50’ (rig.) Emerson 74’ Cassano 81’ | Marcatori |  |

| Arbitro: | Treossi (Forlì) |

|  |           |             |
|  | Marcatori | 68’ Cassano |

### Coppa Italia
| Arbitro: | Nucini (Bergamo) |

|                            |           |             |
| Caccia 7’ Di Francesco 26’ | Marcatori | 41’ Panucci |

| Arbitro: | Saccani (Mantova) |

|                                    |           |  |
| Panucci 3’ Cassano 35’ Tommasi 40’ | Marcatori |  |

| Arbitro: | Tombolini (Ancona) |

|  |           |            |
|  | Marcatori | 82’ Schopp |

| Arbitro: | Pellegrino (Barcellona Pozzo di Gotto) |

|                                     |           |  |
| A. Filippini 6’ Schopp 27’ Toni 71’ | Marcatori |  |

### UEFA Champions League

#### Prima fase a gironi
| Arbitro: | Poll |

|                  |           |                   |
| Totti 73’ (rig.) | Marcatori | 50’ Figo 63’ Guti |

| Bruxelles 19 settembre 2001, ore 20:45 2ª giornata | Anderlecht | 0 – 0 referto | Roma | Stadio Constant Vanden Stock\| Arbitro: \| Nilsson \| |
| Arbitro:                                           | Nilsson    |               |      |                                                       |

| Arbitro: | Strampe |

|                               |           |               |
| Čugajnov 69’ (aut.) Totti 79’ | Marcatori | 59’ Obradović |

| Arbitro: | Jol |

|  |           |          |
|  | Marcatori | 78’ Cafu |

| Arbitro: | Krug |

|                 |           |           |
| Figo 75’ (rig.) | Marcatori | 35’ Totti |

| Arbitro: | Poulat |

|                |           |            |
| Delvecchio 52’ | Marcatori | 11’ Mornar |

#### Seconda fase a gironi
| Arbitro: | Colombo |

|           |           |               |
| Pérez 22’ | Marcatori | 90+2’ Emerson |

| Roma 5 dicembre 2001, ore 20:45 2ª giornata | Roma | 0 – 0 referto | Liverpool | Stadio Olimpico\| Arbitro: \| Jol \| |
| Arbitro:                                    | Jol  |               |           |                                      |

| Arbitro: | Veissière |

|              |           |             |
| Kluivert 82’ | Marcatori | 57’ Panucci |

| Arbitro: | Nielsen |

|                                        |           |  |
| Emerson 61’ Montella 74’ Tommasi 90+2’ | Marcatori |  |

| Arbitro: | Frisk |

|          |           |                |
| Cafu 52’ | Marcatori | 45’ Ümit Karan |

| Arbitro: | Pedersen |

|                               |           |  |
| Litmanen 7’ (rig.) Heskey 64’ | Marcatori |  |

## Statistiche

### Statistiche di squadra
| Competizione        | Punti | In casa | In casa | In casa | In casa | In casa | In casa | In trasferta | In trasferta | In trasferta | In trasferta | In trasferta | In trasferta | Totale | Totale | Totale | Totale | Totale | Totale | DR  |
| Competizione        | Punti | G       | V       | N       | P       | Gf      | Gs      | G            | V            | N            | P            | Gf           | Gs           | G      | V      | N      | P      | Gf     | Gs     | DR  |
| ------------------- | ----- | ------- | ------- | ------- | ------- | ------- | ------- | ------------ | ------------ | ------------ | ------------ | ------------ | ------------ | ------ | ------ | ------ | ------ | ------ | ------ | --- |
| Serie A             | 70    | 17      | 13      | 4       | 0       | 33      | 8       | 17           | 6            | 9            | 2            | 25           | 16           | 34     | 19     | 13     | 2      | 58     | 24     | +34 |
| Coppa Italia        | -     | 2       | 1       | 0       | 1       | 3       | 1       | 2            | 0            | 0            | 2            | 1            | 5            | 4      | 1      | 0      | 3      | 4      | 6      | -2  |
| Supercoppa Italiana | -     | 1       | 1       | 0       | 0       | 3       | 0       | 0            | 0            | 0            | 0            | 0            | 0            | 1      | 1      | 0      | 0      | 3      | 0      | +3  |
| Champions League    | -     | 6       | 2       | 3       | 1       | 8       | 5       | 6            | 1            | 4            | 1            | 4            | 5            | 12     | 3      | 7      | 2      | 12     | 10     | +2  |
| Totale              | -     | 26      | 17      | 7       | 2       | 47      | 14      | 25           | 7            | 13           | 5            | 30           | 26           | 51     | 24     | 20     | 7      | 77     | 40     | +37 |

### Andamento in campionato
| Giornata  | 1 | 2  | 3  | 4  | 5 | 6 | 7 | 8 | 9 | 10 | 11 | 12 | 13 | 14 | 15 | 16 | 17 | 18 | 19 | 20 | 21 | 22 | 23 | 24 | 25 | 26 | 27 | 28 | 29 | 30 | 31 | 32 | 33 | 34 |
| --------- | - | -- | -- | -- | - | - | - | - | - | -- | -- | -- | -- | -- | -- | -- | -- | -- | -- | -- | -- | -- | -- | -- | -- | -- | -- | -- | -- | -- | -- | -- | -- | -- |
| Luogo     | T | C  | T  | C  | T | C | T | C | C | T  | C  | T  | C  | T  | C  | T  | C  | C  | T  | C  | T  | C  | T  | C  | T  | T  | C  | T  | C  | T  | C  | T  | C  | T  |
| Risultato | N | N  | P  | V  | V | N | N | V | V | N  | N  | V  | V  | V  | V  | V  | V  | V  | N  | V  | N  | N  | N  | V  | N  | V  | V  | P  | V  | N  | V  | N  | V  | V  |
| Posizione | 9 | 11 | 15 | 11 | 6 | 6 | 7 | 5 | 3 | 3  | 4  | 3  | 3  | 3  | 3  | 2  | 1  | 1  | 2  | 1  | 1  | 1  | 3  | 2  | 3  | 1  | 1  | 2  | 2  | 2  | 2  | 3  | 3  | 2  |

Fonte:  Italy » Serie A 2001/2002 » Results & Tables, su worldfootball.net.
Legenda:

Luogo: C = Casa; T = Trasferta. Risultato: V = Vittoria; N = Pareggio; P = Sconfitta.

### Statistiche dei giocatori
| Giocatore     | Serie A  | Serie A | Serie A     | Serie A    | Coppa Italia | Coppa Italia | Coppa Italia | Coppa Italia | Champions League | Champions League | Champions League | Champions League | Supercoppa italiana | Supercoppa italiana | Supercoppa italiana | Supercoppa italiana | Totale   | Totale | Totale      | Totale     |
| Giocatore     | Presenze | Reti    | Ammonizioni | Espulsioni | Presenze     | Reti         | Ammonizioni  | Espulsioni   | Presenze         | Reti             | Ammonizioni      | Espulsioni       | Presenze            | Reti                | Ammonizioni         | Espulsioni          | Presenze | Reti   | Ammonizioni | Espulsioni |
| ------------- | -------- | ------- | ----------- | ---------- | ------------ | ------------ | ------------ | ------------ | ---------------- | ---------------- | ---------------- | ---------------- | ------------------- | ------------------- | ------------------- | ------------------- | -------- | ------ | ----------- | ---------- |
| Aldair        | 16       | 0       | 4           | 1          | 1            | 0            | 1            | 0            | 6                | 0                | 1                | 0                | -                   | -                   | -                   | -                   | 23       | 0      | 6           | 1          |
| F. Antonioli  | 30       | -20     | 0           | 1          | 2            | -2           | 0            | 0            | 10               | -7               | 0                | 0                | 0                   | -0                  | 0                   | 0                   | 42       | -29    | 0           | 1          |
| M. Assunção   | 22       | 6       | 4           | 0          | 4            | 0            | 2            | 0            | 9                | 0                | 0                | 0                | 1                   | 0                   | 0                   | 0                   | 36       | 6      | 6           | 0          |
| A. Balbo      | 1        | 0       | 0           | 0          | 4            | 0            | 0            | 0            | 2                | 0                | 0                | 0                | 1                   | 0                   | 0                   | 0                   | 8        | 0      | 0           | 0          |
| G. Batistuta  | 23       | 6       | 3           | 1          | 0            | 0            | 0            | 0            | 11               | 0                | 1                | 0                | 1                   | 0                   | 0                   | 0                   | 35       | 6      | 4           | 1          |
| C. Bovo       | -        | -       | -           | -          | 1            | 0            | 0            | 0            | -                | -                | -                | -                | -                   | -                   | -                   | -                   | 1        | 0      | 0           | 0          |
| Cafu          | 27       | 0       | 4           | 0          | 1            | 0            | 0            | 0            | 10               | 2                | 3                | 0                | -                   | -                   | -                   | -                   | 38       | 2      | 7           | 0          |
| V. Candela    | 31       | 2       | 8           | 0          | 1            | 0            | 0            | 0            | 10               | 0                | 0                | 0                | 1                   | 1                   | 0                   | 0                   | 43       | 3      | 8           | 0          |
| A. Cassano    | 22       | 5       | 1           | 0          | 3            | 1            | 1            | 0            | 5                | 0                | 0                | 0                | 0                   | 0                   | 0                   | 0                   | 30       | 6      | 2           | 0          |
| S. Cejas      | 0        | 0       | 0           | 0          | 2            | -2           | 0            | 0            | 0                | 0                | 0                | 0                | -                   | -                   | -                   | -                   | 2        | -2     | 0           | 0          |
| L. Cufré      | 0        | 0       | 0           | 0          | 3            | 0            | 0            | 0            | 0                | 0                | 0                | 0                | -                   | -                   | -                   | -                   | 3        | 0      | 0           | 0          |
| D. De Rossi   | -        | -       | -           | -          | 3            | 0            | 0            | 0            | 1                | 0                | 0                | 0                | -                   | -                   | -                   | -                   | 4        | 0      | 0           | 0          |
| M. Delvecchio | 27       | 2       | 4           | 0          | 2            | 0            | 0            | 0            | 7                | 1                | 1                | 0                | 1                   | 0                   | 0                   | 0                   | 37       | 3      | 5           | 0          |
| Emerson       | 28       | 5       | 2           | 1          | 2            | 0            | 0            | 0            | 11               | 2                | 1                | 0                | -                   | -                   | -                   | -                   | 41       | 7      | 3           | 1          |
| D. Fuser      | 12       | 2       | 1           | 0          | 3            | 0            | 1            | 0            | 3                | 0                | 0                | 0                | 1                   | 0                   | 0                   | 0                   | 19       | 2      | 2           | 0          |
| G. Guigou     | 7        | 0       | 0           | 0          | 1            | 0            | 0            | 0            | 5                | 0                | 0                | 0                | 1                   | 0                   | 0                   | 0                   | 14       | 0      | 0           | 0          |
| F. Lima       | 28       | 0       | 2           | 1          | 3            | 0            | 0            | 0            | 11               | 0                | 1                | 0                | 0                   | 0                   | 0                   | 0                   | 42       | 0      | 3           | 1          |
| V. Montella   | 19       | 13      | 1           | 0          | -            | -            | -            | -            | 6                | 1                | 1                | 0                | 1                   | 1                   | 0                   | 0                   | 26       | 15     | 2           | 0          |
| C. Panucci    | 31       | 1       | 3           | 0          | 4            | 2            | 1            | 0            | 4                | 1                | 1                | 0                | -                   | -                   | -                   | -                   | 39       | 4      | 5           | 0          |
| M. Paoloni    | -        | -       | -           | -          | 0            | 0            | 0            | 0            | -                | -                | -                | -                | -                   | -                   | -                   | -                   | 0        | 0      | 0           | 0          |
| I. Pelizzoli  | 5        | -4      | 0           | 0          | 1            | -3           | 0            | 0            | 2                | -3               | 0                | 0                | 1                   | -0                  | 0                   | 0                   | 9        | -10    | 0           | 0          |
| S. Pepe       | 0        | 0       | 0           | 0          | 0            | 0            | 0            | 0            | -                | -                | -                | -                | -                   | -                   | -                   | -                   | 0        | 0      | 0           | 0          |
| W. Samuel     | 30       | 5       | 7           | 0          | 2            | 0            | 0            | 0            | 12               | 0                | 3                | 0                | 1                   | 0                   | 0                   | 0                   | 45       | 5      | 10          | 0          |
| S. Siviglia   | 5        | 0       | 1           | 0          | 1            | 0            | 0            | 0            | 1                | 0                | 0                | 0                | 0                   | 0                   | 0                   | 0                   | 7        | 0      | 1           | 0          |
| I. Tomić      | 2        | 0       | 0           | 0          | 3            | 0            | 0            | 0            | 1                | 0                | 0                | 0                | -                   | -                   | -                   | -                   | 6        | 0      | 0           | 0          |
| D. Tommasi    | 33       | 2       | 3           | 0          | 3            | 1            | 0            | 0            | 9                | 1                | 2                | 0                | 1                   | 0                   | 0                   | 0                   | 46       | 4      | 5           | 0          |
| F. Totti      | 24       | 8       | 5           | 0          | -            | -            | -            | -            | 11               | 3                | 1                | 0                | 1                   | 1                   | 0                   | 0                   | 36       | 12     | 6           | 0          |
| A.C. Zago     | 12       | 0       | 3           | 0          | 2            | 0            | 1            | 0            | 5                | 0                | 2                | 0                | 1                   | 0                   | 0                   | 0                   | 20       | 0      | 6           | 0          |
| J. Zebina     | 24       | 0       | 6           | 1          | 2            | 0            | 2            | 1            | 10               | 0                | 1                | 0                | 1                   | 0                   | 0                   | 0                   | 37       | 0      | 9           | 2          |